# Tantalcarbid
Tantalcarbid ist eine intermetallische Verbindung aus Tantal und Kohlenstoff mit der Summenformel TaC.

## Vorkommen
Tantalcarbid wurde bisher erst einmal als natürliche Bildung in der „Aurorinsky Mine“ (Avrorinskii, Avorinskiy) am Fluss Aktai im Barantschinski-Massiv in der russischen Oblast Swerdlowsk (Ural) entdeckt und 1962 durch Clifford Frondel beschrieben. Seine ursprüngliche Bezeichnung „Tantalum carbide“ wandelte Hugo Strunz 1966 in die bis heute gültige Form Tantalcarbid ab.

## Tantalcarbid als Mineral
Natürliche Vorkommen von Tantalcarbid waren bereits vor der Gründung der International Mineralogical Association (IMA) bekannt. Tantalcarbid ist daher als sogenanntes grandfathered Mineral als eigenständige Mineralart anerkannt.
Gemäß der Systematik der Minerale nach Strunz (9. Auflage) wird Tantalcarbid unter der System-Nummer 1.BA.20 (Elemente – Metallische Kohlenstoff-, Stickstoff- und Phosphorverbindungen – Carbide – Tantalcarbidgruppe) beziehungsweise in der veralteten 8. Auflage unter I/A.09 (Metalle und intermetallische Legierungen (ohne Halbmetalle)) eingeordnet. Die vorwiegend im englischsprachigen Raum verwendete Systematik der Minerale nach Dana führt das Element-Mineral unter der System-Nr. 01.01.19.04 (Elemente: Metallische Elemente außer der Platingruppe – Osbornitgruppe, Carbide und Nitride).
In der Natur konnte Tantalcarbid bisher ausschließlich in Form von mikrokristallinen Körnern bis etwa 0,2 mm Größe gefunden werden.

## Gewinnung und Darstellung
Tantalcarbid wird durch Umsetzung von Tantalpulver mit Flammruß
{\displaystyle \mathrm {Ta+C\longrightarrow TaC} }
oder Reduktion von Tantalpentoxid mit Kohlenstoff hergestellt. Aus diesem Grund muss metallisches Tantal durch Reduktion mit Wasserstoff, Alkali- oder Erdalkalimetallen erzeugt werden.
Kleine Mengen Tantalcarbid können aus Tantal-Drähten bei Temperaturen über 2500 °C in einer Wasserstoff-Atmosphäre mit Zusatz geringer Mengen von Kohlenwasserstoffen (z. B. Toluol, Methan, Acetylen) erhalten werden.

## Eigenschaften

### Kristallstruktur und -form
Tantalcarbid kristallisiert isostrukturell mit Niobocarbid im kubischen Kristallsystem in der Raumgruppe Fm3m (Raumgruppen-Nr. 225) mit dem Gitterparameter a = 4,45 Å sowie 4 Formeleinheiten pro Elementarzelle. Die Kristallstruktur von Tantalcarbid entspricht der Natriumchlorid-Struktur.
Das Carbid ist undurchsichtig und entwickelt gelblichgraue bis bronzefarbene, kubische Kristalle mit metallischem Glanz.

### Physikalische Eigenschaften
Tantalcarbid ist chemisch inert und löst sich nur in Fluss- oder Schwefelsäure. Es besitzt einen der höchsten Schmelzpunkte aller bekannten Stoffe mit 3880 °C – nur Tantalhafniumcarbid hat einen noch höheren Schmelzpunkt. Ist das Material unterstöchiometrisch mit der Formel TaC0,89, so steigt der Schmelzpunkt auf knapp 4270 K (4000 °C).
Die Angaben zur Härte von Tantalcarbid sind widersprüchlich. Je nach Quelle besitzt die Verbindung TaC entweder eine Mohshärte von 6 bzw. 6,5 bis 7 oder 9 bis 10. Anderen Quellen zufolge hat Tantalcarbid eine Vickershärte (Mikrohärte HV0,05) von 1800, was einer Mohshärte von etwa 8,5 bis 9 entspräche.
Mit einer Dichte von 13,9 g·cm−3 ist Tantalcarbid fast zweimal so dicht wie Stahl.
Neben TaC ist auch noch die intermetallische Phase Ta2C bekannt, welches eine Schmelztemperatur von 3500 °C und eine Dichte von 15 g·cm−3 besitzt.

## Verwendung
Aufgrund seiner hohen Härte zählt Tantalcarbid zu den Hartmetallen und wird vor allem zur Herstellung von Schneidwerkzeugen und Beschichtung von Triebwerksdüsen verwendet.